# Горік II
Горік II Молодий (Дитя) (д/н — 864/867) — конунг Ютландії і Фюна.

## Життєпис
Ймовірно, був онуком конунга Горіка I. Коли 854 року останній загинув у протистоянні зі своїм небожем Гуттормом, згідно зі свідченнями «Фульдських анналів» та «Життя Святого Ансгара» новим конунгом було обрано Горіка Молодшого. Через молодий вік останнього місцеві гевдінги та впливові вояки стали фактично самостійними. Ймовірно, перестали платити данину Вестфолді (у південній Норвегії) та Зеландії. Значного впливу набув ярл Гові. Під впливом останнього Горік II закрив церкву в Хедебю (Шлезвіку), але не став її руйнувати.
У 855 році права на владу висунули представники роду Скельдунгів — Годфред і Рорик, син і небіж колишнього конунга Гаральда Клака відповідно. Але їх зазіхання були відкинуті. У 857 році за підтримки свого сюзерена Лотаря II, короля Лотарингії, Рорик примусив Горіка II передати йому землі між річкою Айдер і Північним морем. Проте невдовзі прихильники конунга або інші вікінги завдали поразки Рорику, який повернувся до Фризії. Разом з тим не перешкоджав своїм воякам у 855 та 860 роках приєднатися до Великої данської армії, яка плюндрувала східну та південну Британію.
Невдовзі після цього Горік II вигнав ярла Горві й встановив дружні відносини зі Східно-Франкським королівством. За цим конунг наказав відчинити церкви в Хедебю і Шлезвіку, а також запросив місіонерів з Бремена. 860 року подарував землю Ансгару для нової церкви в Рібе. У 863 році конунг відправив подарунки папі римському Миколі I, які той отримав 864 року через посланців Східно-Франкського королівства.
Після 864 року про Горіка II відсутні будь-які згадки. 871 року відомий конунг Багсекг. У 873 році вже йдеться про нових конунгів — Сігфреда і Гальфдана, які походили з іншого роду. Обставини втрати влади і смерті Горіка II невідомі.